# Homotrixa hirsuta
Homotrixa hirsuta är en tvåvingeart som beskrevs av Barraclough 1996. Homotrixa hirsuta ingår i släktet Homotrixa och familjen parasitflugor. Inga underarter finns listade i Catalogue of Life.